# Brachytarsomys albicauda
Brachytarsomys albicauda é uma espécie de roedor da família Nesomyidae.

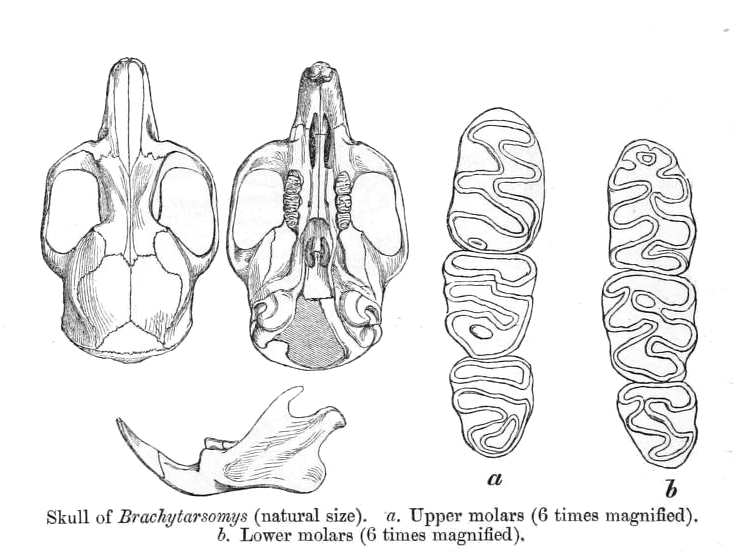
crânio

É endêmica do leste de Madagáscar.